# Моторист
Моторист — рабочий, технический специалист узкого профиля, обслуживающий различные двигатели внутреннего сгорания. Термин наиболее полно употребим к специалистам, обслуживающим поршневые моторы.

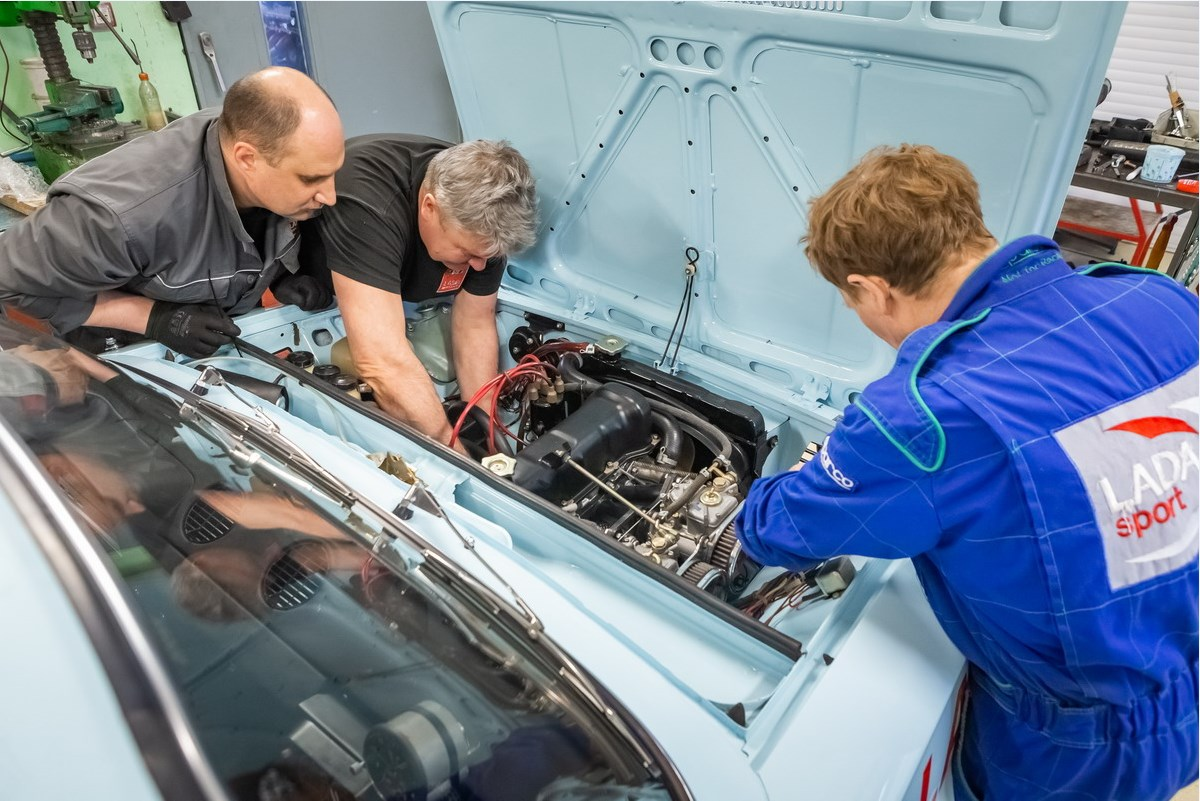
Моторист за работой

Согласно Большой советской энциклопедии, в обязанности моториста входит осмотр и смазка двигателя перед пуском, управление и ремонт. Моторист должен знать принцип работы двигателя, правила техники безопасности и способы устранения возможных неполадок.
- моторист в автосервисе — автослесарь, специализирующийся на ремонте и обслуживании двигателей внутреннего сгорания, то есть моторов. Более узкой специализацией моториста будет специалист по агрегатам двигателя.
- моторист в морском флоте — специалист рядового состава по текущей эксплуатации и обслуживанию корабельной (судовой) энергетической установки. Термин моторист обычно применяют к специалистам, если на корабле установлены поршневые ДВС (дизельного типа). К специалистам, работающим с энергетическими установками других типов, могут применяться термины машинист (от судовая машина), турбинист (например, машинист-турбинист на подводной лодке).
- моторист авиационный — механик по эксплуатации и ремонту авиационных поршневых двигателей. В настоящее время термин может считаться устаревшим, ввиду преобладания на летательных аппаратах газотурбинных двигателей.

С появлением в авиации реактивных двигателей в среде инженерно-технического состава отечественной авиации термин «моторист» сменился на «двигателист» — то есть узкоспециализированный специалист по обслуживанию силовых установок летательных аппаратов. Необходимо отметить, что двигателист, в отличие от моториста — это термин сниженной лексики, разговорный, и не является официальным наименованием авиационный специальности и должности.